# Solutréi kultúra
A solutréi kultúra egy viszonylag fejlett, kovakő eszközöket készítő régészeti kultúra, melynek képviselői az őskőkorszak idején, időszámításunk előtt 22 000 és 17 000 között éltek.

## Részletek
A "solutréi" kifejezés abból ered, hogy a Solutré-szikla közelében kőkori eszközöket rejtő régészeti lelőhelyre bukkantak a régészek a mai Franciaország területén, Solutré-Pouilly község területén. A Solutré-szikla tövében található leleteket 1866-ban fedezte fel Henry Testot-Ferry francia geológus, paleontológus. Napjainkban védett terület Parc archéologique et botanique de Solutré néven, amely régészeti értékei miatt vált védetté. 
Ezen kézművességi gyártási eljárást Gabriel de Mortillet nevezte el azért, hogy az általa már korábban feltárt Moustier-kultúra barlangokban előforduló leletei után időrendben következő megmunkálási eljárásoknak nevet adjon. E korszak leletei között különböző eszközök, díszes gyöngysorok, csontból készített tűk, valamint a prehisztorikus művészet, azaz a barlangrajzok kiemelkedőek. 
A solutréi kultúra idején kifejlődött eszközmegmunkálási stílus előtte nem létezett, és egészen egy évezreden keresztül nem is készültek ilyen technológiával megmunkált eszközök. Viszonylagosan alaposan megmunkált, igényes, hasítással és pattintással készített kőeszközöket készítettek e kor emberei.

## Galéria

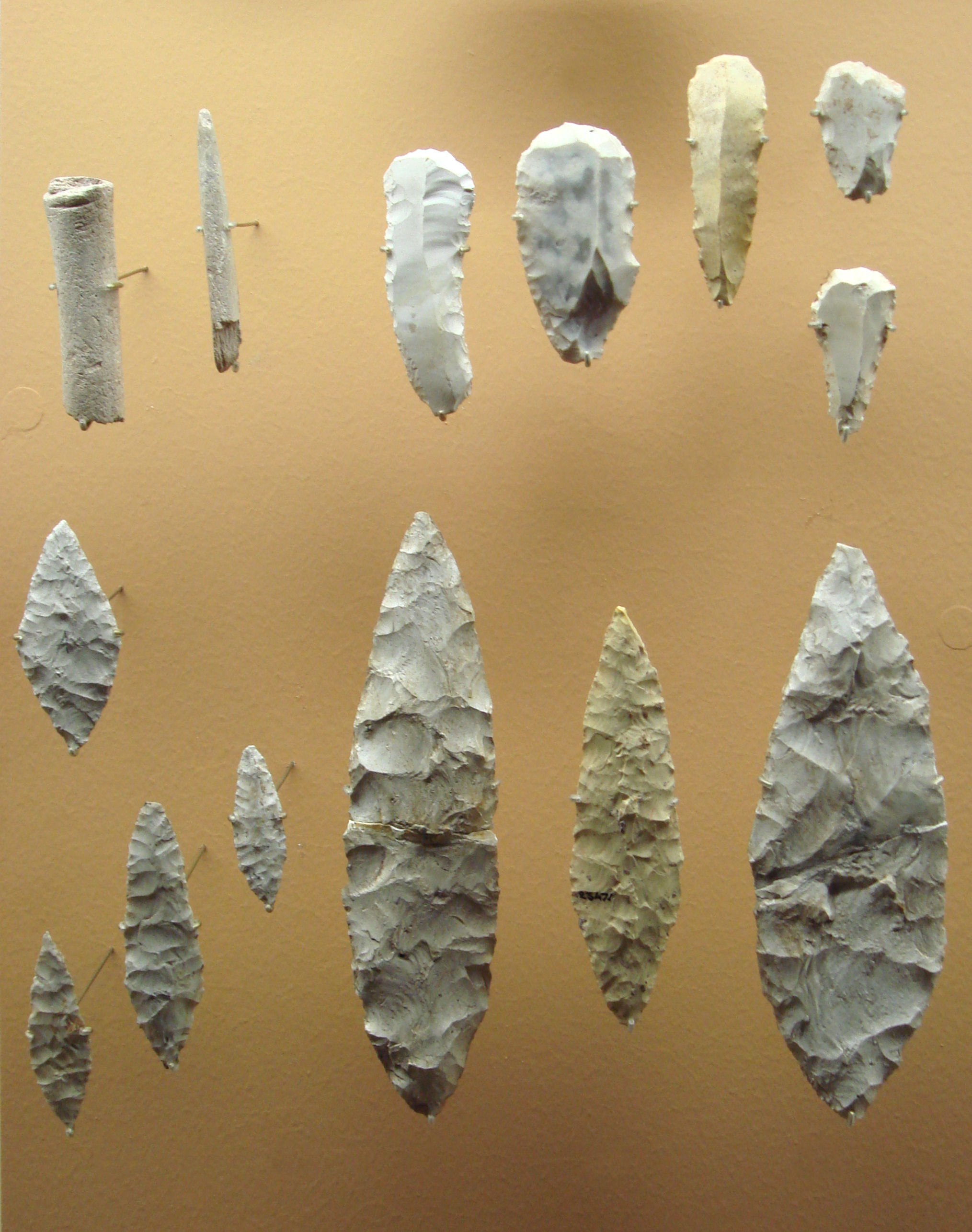
Solutréi kőeszközök, időszámításunk előtt 22 000–17 000 között, Solutré-Pouilly, Saône-et-Loire, Franciaország
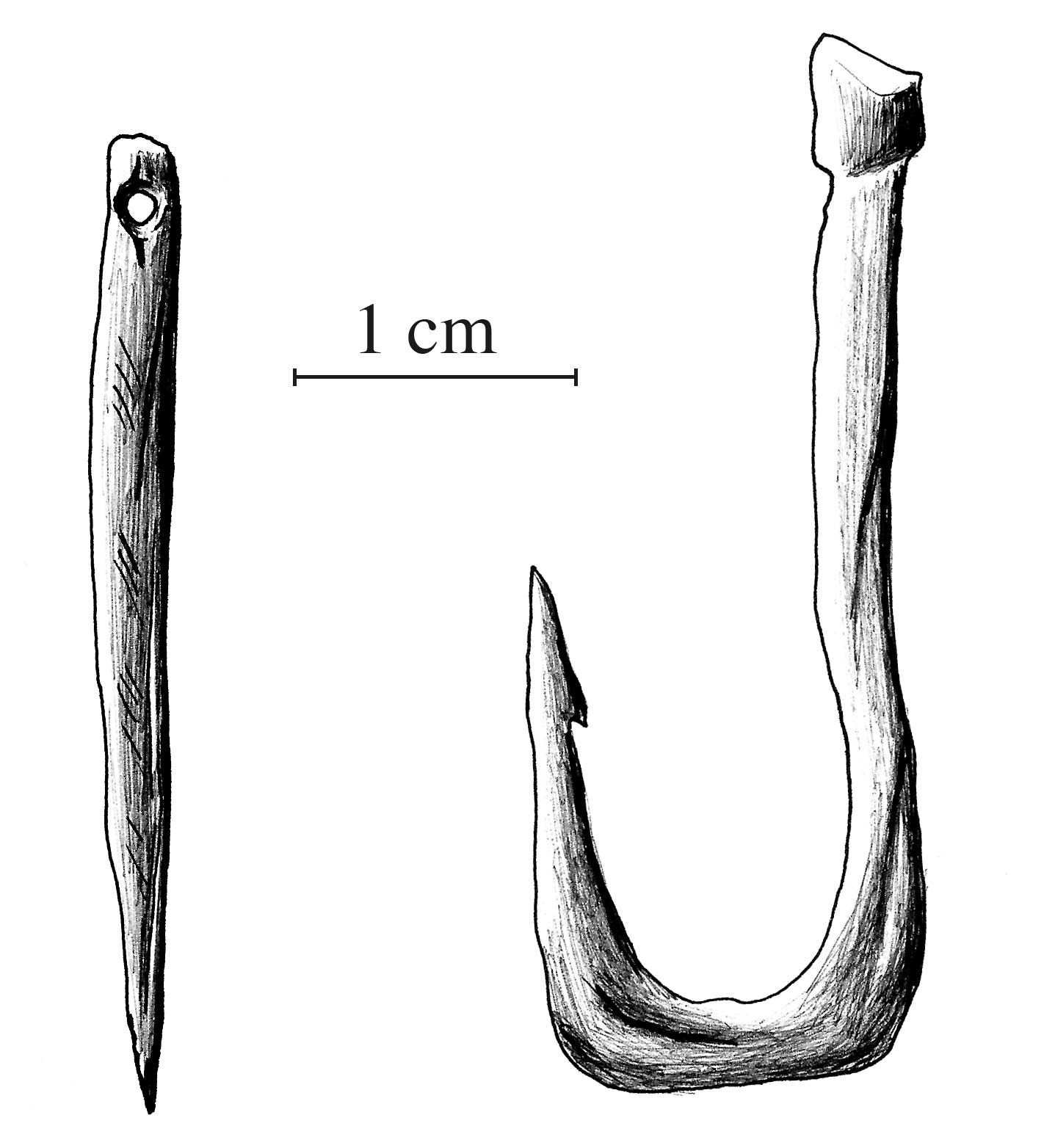
A solutréi szerszámok közt található a világon először használt, jól felismerhető varrótű és horgászhorog.

## Fordítás
Ez a szócikk részben vagy egészben  a   Solutrean című angol Wikipédia-szócikk ezen változatának fordításán alapul.  Az eredeti cikk szerkesztőit annak laptörténete sorolja fel. Ez a jelzés csupán a megfogalmazás eredetét és a szerzői jogokat jelzi, nem szolgál a cikkben szereplő információk forrásmegjelöléseként.